# How I Spent My Strummer Vacation
How I Spent My Strummer Vacation, llamado Como rocanroleé en mis vacaciones de verano en España y Como pasé mis vacaciones de verano en Hispanoamérica, es un episodio perteneciente a la decimocuarta temporada de la serie animada Los Simpson, emitido originalmente el 10 de noviembre de 2002. El episodio fue escrito por Mike Scully y dirigido por Mike B. Anderson. 

## Sinopsis
Todo comienza cuando, en una visita a la taberna de Moe, Homer no tiene dinero para pagar por la cerveza, por lo que Moe se niega a servirle. Como resultado, Homer recorre la ciudad buscando formas alternativas de emborracharse, como respirar aire enrarecido, lamer sapos y donar sangre. Moe se siente culpable cuando Homer vuelve a su taberna, por lo que le da una cerveza gratis, pero Homer ya estaba intoxicado. Moe, Lenny y Carl ponen a Homer en un taxi para que lo lleve a su casa. Secretamente, Homer estaba siendo filmado para un programa sobre conversaciones en los taxis, y lo que decía en la cinta eran cosas malas sobre Marge y los niños, aparte de aclarar que su sueño era ser una estrella de rock. 
La familia queda muy enojada con Homer, pero pronto se dan cuenta de todo lo que él hacía era por ellos. Para recompensarlo, lo llevan al Campamento Fantástico de Rock'n'Roll de los Rolling Stones. En el campamento, Homer y un grupo de otros residentes de Springfield aprenden música, con Mick Jagger y Keith Richards, Elvis Costello, Lenny Kravitz, Tom Petty y Brian Setzer. A Homer le gusta mucho el campamento, por lo que pronto se vuelve el "líder" del grupo. Aprende diferentes técnicas de rock, como caminar como Mick y revolear la guitarra (algo que a Mick no le gusta mucho, ya que la guitarra vuela hacia su oficina y rompe las ventanas). Finalmente, los aprendices del campamento dan un recital de rock, con Homer como el guitarrista principal y cantante. Homer, muy comprometido con el rock, incluso se lanza sobre la audiencia, sin darse cuenta de que el público sólo eran los seis músicos. 
Sin embargo, el campamento no dura mucho, ya que sólo era de una semana. El sueño de Homer se acaba, pero él no quiere abandonar el lugar. Homer se entristece, hasta que Mick Jagger le ofrece una oportunidad para formar parte de un concierto de caridad, llamado "Concierto para Planet Hollywood". Homer, feliz y entusiasmado, consigue pases gratis para que sus amigos y su familia puedan verlo en el concierto. Sin embargo, Homer queda shockeado cuando descubre que lo que debía hacer en el show era probar si funcionaban los micrófonos. Cuando sube al escenario para hacer su tarea, viendo que sus conocidos lo estaban alentando, canta una canción de rock y roba el espectáculo. Esto hace enojar a las verdaderas estrellas de rock, quienes intentan sacar a Homer del escenario con una cabeza de diablo móvil gigante, la cual lanzaba fuego por la boca. La cabeza sale de control y cae sobre la audiencia. 
Los músicos, sintiéndose culpables por sus acciones, le ofrecen a Homer otra oportunidad para tocar en otro concierto de caridad, pero Homer rechaza la oferta y dice que prefiere quedarse en su casa. Sin embargo, al final, reemplaza su auto por la cabeza de diablo gigante (otorgada a él por los músicos), usándola para llevar a Bart y Lisa a la escuela, para agrado de los niños.